# 하모니 (영화)
《하모니》는 2010년 상반기에 개봉한 대한민국의 영화이다. 여자 재소자들이 수감되는 청주여자교도소를 배경으로 한 작품이다. 김윤진, 나문희, 강예원, 이다희, 장영남 등이 출연했다. 《해운대》 조감독 출신의 강대규 감독의 연출 데뷔작이다.
네티즌들은 긍정적인 평가를 내렸지만 평론가들은 대체로 낮은 점수를 부여하였다.

## 캐스팅
- 김윤진 : 홍정혜 역
- 나문희 : 김문옥 역
- 강예원 : 강유미 역
- 이다희 : 공나영 역
- 장영남 : 방 과장 역
- 박준면 : 강연실 역
- 정수영 : 지화자 역
- 이태경 : 1살 민우 역
- 문경민 : 교도소장 역
- 도용구 : 교정청장 역
- 지성원 : 현주 역
- 차진혁 : 현욱 역
- 김재화 : 권달녀 역
- 박혜진 : 유미 모 역
- 이준혁 : 응급실 의사 역
- 전수지 : 강 조교 역
- 강재은 : 수행원 역
- 김찬이 : 의무관 역
- 김현수 : 어린 강유미 역

## 출판
| 책 이름 | 출시일         | 저자   | 페이지 | 판형 | 출판사           | 국제 표준 도서 번호                       | 비고     |
| ------- | -------------- | ------ | ------ | ---- | ---------------- | ----------------------------------------- | -------- |
| 하모니  | 2010년 2월 4일 | 이채윤 | 215쪽  | A5   | 랜덤하우스코리아 | ISBN 978-89-255-3638-5 ISBN 89-255-3638-2 | 영화소설 |